# Сиконульф (князь Салерно)
Сиконульф (Сикенольф) (лат. Siconulf, Sikenolf; ум. 851) — первый князь Салерно в 849 — 851 годах.

## Биография
Сиконульф — брат беневентского князя Сикарда (832—839), убитого Радельхизом. Радельхиз провозгласил себя князем Беневенто и заключил Сиконульфа в Таранто. Жителям Салерно и Амальфи удалось освободить Сиконульфа, после чего он был провозглашён князем. Между двумя князьями началась война, к которой Радельхиз привлёк своих арабских союзников, терроризировавших население и разрушавших церкви.
В 847 году император Лотарь I вмешался в междоусобную войну, предложив герцогов Ги Сполетского и Сергия I Неаполитанского в качестве посредников. В 849 году итальянский король Людовик II разделил княжество Беневенто на две части: собственно Беневенто с князем Радельхисом и Салерно с князем Сиконульфом. Таким образом, Сиконульф стал первым князем Салерно. Он умер в 851 году, оставив наследником малолетнего сына Сико.